# アレクサンドロフスク・サハリンスキー

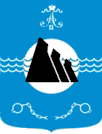
アレクサンドロフスク・サハリンスキー市の紋章

アレクサンドロフスク・サハリンスキー（ロシア語：Алекса́ндровск-Сахали́нский）は、北樺太（北サハリン）西海岸に位置する都市。ロシア連邦サハリン州に属する。

## 概要
間宮海峡に面し、北樺太（北サハリン）西海岸の代表的な都市である。州都ユジノサハリンスクから約560キロメートル離れた位置にある。
ボリシャヤ・アレクサンドロフカ川が市内を緩やかに蛇行しており、川沿いの丘の上に市街地が開けている。現在の主産業は林業。ほかに農業、漁業、縫製業がある。港は遠浅のために大型船舶が接岸できず、艀に頼っている。鉄道が通じていないので、内陸部への交通は道路に限られている。2020年、郊外に飛行場が完成し、アヴィアシェリフ社によって定期便でユジノサハリンスク空港と結ばれた。1968年には21,000人いた人口は、2021年には9,106人となっている。
気象通報のポロナイスクの補助通報地点でもある。

## 気候
| アレクサンドロフスク・サハリンスキー(1991～2020)の気候 | アレクサンドロフスク・サハリンスキー(1991～2020)の気候 | アレクサンドロフスク・サハリンスキー(1991～2020)の気候 | アレクサンドロフスク・サハリンスキー(1991～2020)の気候 | アレクサンドロフスク・サハリンスキー(1991～2020)の気候 | アレクサンドロフスク・サハリンスキー(1991～2020)の気候 | アレクサンドロフスク・サハリンスキー(1991～2020)の気候 | アレクサンドロフスク・サハリンスキー(1991～2020)の気候 | アレクサンドロフスク・サハリンスキー(1991～2020)の気候 | アレクサンドロフスク・サハリンスキー(1991～2020)の気候 | アレクサンドロフスク・サハリンスキー(1991～2020)の気候 | アレクサンドロフスク・サハリンスキー(1991～2020)の気候 | アレクサンドロフスク・サハリンスキー(1991～2020)の気候 | アレクサンドロフスク・サハリンスキー(1991～2020)の気候 |
| 月                                                     | 1月                                                    | 2月                                                    | 3月                                                    | 4月                                                    | 5月                                                    | 6月                                                    | 7月                                                    | 8月                                                    | 9月                                                    | 10月                                                   | 11月                                                   | 12月                                                   | 年                                                     |
| ------------------------------------------------------ | ------------------------------------------------------ | ------------------------------------------------------ | ------------------------------------------------------ | ------------------------------------------------------ | ------------------------------------------------------ | ------------------------------------------------------ | ------------------------------------------------------ | ------------------------------------------------------ | ------------------------------------------------------ | ------------------------------------------------------ | ------------------------------------------------------ | ------------------------------------------------------ | ------------------------------------------------------ |
| 最高気温記録 °C （°F）                                 | 4.7 (40.5)                                             | 5.4 (41.7)                                             | 11.4 (52.5)                                            | 20.9 (69.6)                                            | 28.1 (82.6)                                            | 29.4 (84.9)                                            | 32.0 (89.6)                                            | 31.3 (88.3)                                            | 28.6 (83.5)                                            | 21.2 (70.2)                                            | 13.8 (56.8)                                            | 5.7 (42.3)                                             | 32 (89.6)                                              |
| 平均最高気温 °C （°F）                                 | −11.3 (11.7)                                           | −9.7 (14.5)                                            | −3.4 (25.9)                                            | 4.0 (39.2)                                             | 11.2 (52.2)                                            | 16.0 (60.8)                                            | 19.6 (67.3)                                            | 20.6 (69.1)                                            | 16.9 (62.4)                                            | 9.1 (48.4)                                             | −0.9 (30.4)                                            | −8.6 (16.5)                                            | 5.3 (41.5)                                             |
| 日平均気温 °C （°F）                                   | −15.4 (4.3)                                            | −14.4 (6.1)                                            | −7.6 (18.3)                                            | 0.1 (32.2)                                             | 6.3 (43.3)                                             | 11.4 (52.5)                                            | 15.5 (59.9)                                            | 16.7 (62.1)                                            | 12.7 (54.9)                                            | 5.4 (41.7)                                             | −3.9 (25)                                              | −12.0 (10.4)                                           | 1.2 (34.2)                                             |
| 平均最低気温 °C （°F）                                 | −19.4 (−2.9)                                           | −18.8 (−1.8)                                           | −12.1 (10.2)                                           | −3.4 (25.9)                                            | 2.4 (36.3)                                             | 7.6 (45.7)                                             | 12.0 (53.6)                                            | 13.3 (55.9)                                            | 9.0 (48.2)                                             | 2.0 (35.6)                                             | −6.9 (19.6)                                            | −15.4 (4.3)                                            | −2.5 (27.5)                                            |
| 最低気温記録 °C （°F）                                 | −41 (−42)                                              | −37.3 (−35.1)                                          | −34.2 (−29.6)                                          | −25.9 (−14.6)                                          | −8.9 (16)                                              | −2.4 (27.7)                                            | 0.5 (32.9)                                             | 1.5 (34.7)                                             | −2.5 (27.5)                                            | −15 (5)                                                | −26 (−15)                                              | −36.9 (−34.4)                                          | −41 (−42)                                              |
| 降水量 mm （inch）                                     | 47.9 (1.886)                                           | 31.2 (1.228)                                           | 35.4 (1.394)                                           | 33.9 (1.335)                                           | 51.7 (2.035)                                           | 44.8 (1.764)                                           | 51.9 (2.043)                                           | 95.8 (3.772)                                           | 90.1 (3.547)                                           | 87.5 (3.445)                                           | 65.2 (2.567)                                           | 70.3 (2.768)                                           | 705.7 (27.784)                                         |
| [ 要出典 ]                                             |                                                        |                                                        |                                                        |                                                        |                                                        |                                                        |                                                        |                                                        |                                                        |                                                        |                                                        |                                                        |                                                        |

## 歴史
1881年に流刑地として開設され、その後、サハリン行政の中心となって発展を遂げた。1890年に文豪アントン・チェーホフがこの地に3ヶ月滞在、流刑囚の実情を調査し、のちに『サハリン島』を著した。1946年まではロシア領サハリン・ソ連領北サハリンの中心都市であった。
樺太・千島交換条約（1875年）以前の日本名は、アイヌ語由来の落石（おっちし）であった。ニヴフ名はイドイーである。南樺太が日本領であった時代には亜港（あこう）と呼ばれていたことがある。シベリア出兵の際、日本が数年間占領していた。

## 交通
内陸部への交通は、車かバスによる。
最寄りの鉄道駅はティモフスク駅で、アレクサンドロフ・サハリンスキー市街から東へ、西樺太山脈の北部を越える国道があり、バスの便で結ばれている。所要時間は、車で1時間30分、バスで2時間程度である。また、ユジノサハリンスク駅前のバスターミナルから504番のバスでアクセスすることもできる。
2020年11月、空港が開港した。

## 名所旧跡等
歴史・文学博物館 “チェーホフとサハリン”
「歴史・文学博物館 “チェーホフとサハリン”」（ Историко-Литературный Музей “А.П.Чехов и Сахалин”）は、アントン・チェーホフ生誕100周年を記念し、1990年9月に開館した。木造平屋建ての建物は、元流刑囚・ランズベルクの住居兼店舗を改修したもので、チェーホフが実際に訪れたことがある。
館内には、チェーホフの調査の成果である『サハリン島』の初版、滞在中に親類に打った自筆の電報（古い郵便局を解体中に偶然発見された）、旅行中に使用したスプーン、ティーカップ、バッグなど身の回り品、囚人たちが炭鉱内で作業する様子を描いた絵画などを展示、チェーホフの業績や流刑囚の実態を紹介している。日本関連では、コルサコフ（大泊）でチェーホフと日本の領事館員が酒を酌み交わす写真がある。
休館は土日曜（原則）。カメラ撮影の場合、入館料のほか撮影料が必要。

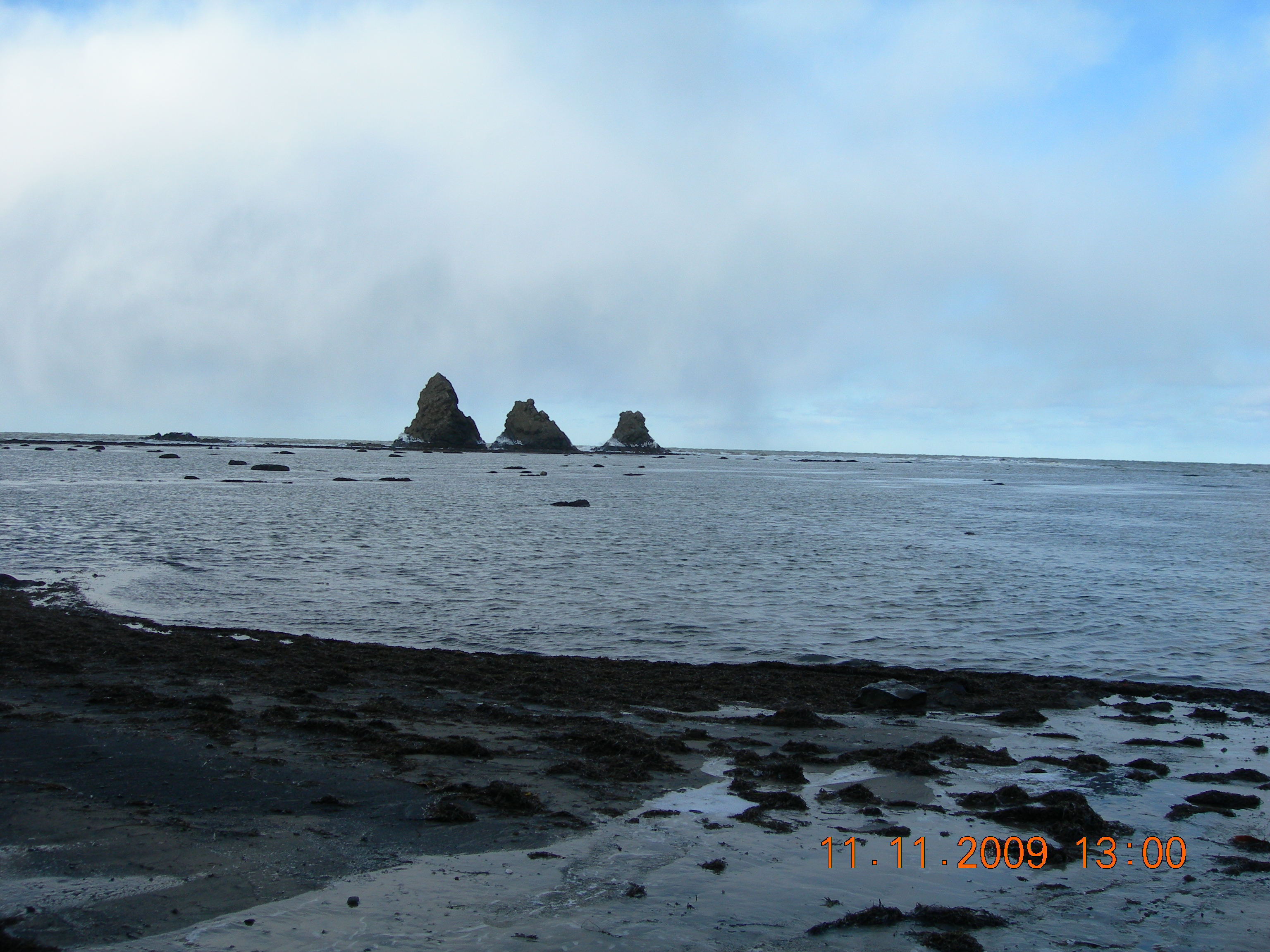
三人兄弟の岩
郊外の岬付近にそびえ立つ3つの岩のこと。3つの岩が直線状に並んで海上にそびえる姿から、「三人兄弟の岩」（Скалы "Три Брата"）と呼ばれている。アントン・チェーホフの『サハリン島』でも描写されている。
中央広場
元は刑務所の運動場だった。囚人たちの慰霊碑やレーニン像がある。